# 1990 UC
1990 UC är en asteroid i huvudbältet som upptäcktes den 18 oktober 1990 av den japanska astronomen Takeshi Urata vid Nihondaira-observatoriet.
Asteroiden har en diameter på ungefär 3 kilometer.